# عمر بن الفرخان الطبري
 أبو حفص عمر بن الفرخان الطبري  (المتوفي عام 815)، منجّم ومعماري. في عام 800، ترجم ابن الفرخان الطبري النسخة الفهلوية من كتاب "Pentateuch" لدوروثيوس الصيدي إلى العربية، والتي اعتمد المنجمون الغربيون على ترجمتها اللاتينية. اعتبره ابن أبي أصيبعة مع حنين بن إسحق وثابت بن قرة والكندي حذّاق الترجمة من المسلمين.

## وصلات خارجية
- Pingree، David (2008) [1970-80]. "ʿUmar Ibn Al-Farrukhān Al-Ṭabarī". Dictionary of Scientific Biography. Encyclopedia.com. {{استشهاد بموسوعة}}: روابط خارجية في |عنوان= (مساعدة)